# ABC (cifrario)
L'ABC è un cifrario a blocchi disegnato nel 2002 da Dieter Schmidt.

## Struttura
L'ABC è una rete a sostituzione e permutazione comprendente 17 passaggi costituiti da 3 differenti tipi di funzioni di calcolo. I primi 8 passaggi utilizzano operazioni di XOR e moltiplicazioni modulari, come nell'algoritmo MMB, ed una versione espansa della pseudo-trasformata di Hadamard utilizzata dal SAFER. I passaggi centrali usano solo operazioni di XOR e moltiplicazioni. Gli 8 passaggi finali sono simili ai primi 8 ma utilizzando una pseudo-trasformata di Hadamard inversa.
Sia i blocchi su cui opera, di 256 bit, sia la chiave, di 512 bit, sono molto più grandi di quelli che si incontrano generalmente negli altri cifrari a blocchi.
Il gestore della chiave è molto semplice: ad ogni passaggio viene utilizzata una sotto-chiave composta da 256 bit di dati prelevati direttamente dalla chiave segreta, che viene di volta in volta ruotata di un valore prefissato.